# برج التنين
برج التنين (龍) أحد الأبراج الصينية الأثني عشر. التنين هو الحيوان الوحيد الخرافي الممثل في الأبراج الصينية, فالبقية حيوانات حقيقية. وهو بالعادة يرافق رمز «فروع الأرض» (辰). يتصف مولود هذا العام بطبعة الودود الحساس, الصدق والشجاعة. يتفق بالأخص مع مواليد ابراج الفأر، الأفعى، الديك والقرد.

## الأعوام والعناصر الموافقة للبرج
الأشخاص المولودون في عام التنين يتصفون بصفات هذا البرج ويتفقون مع أحد عناصر التالية:
- 16 فبراير 1904 - 3 فبراير 1905: تنين الخشب.
- 3 فبراير 1916 - 22 يناير 1917: تنين النار.
- 22 يناير 1928 - 9 فبراير 1928: تنين الأرض.
- 8 فبراير 1940 - 26 يناير 1941: تنين الحديد.
- 27 يناير 1952 - 13 فبراير 1953: تنين الماء.
- 13 فبراير 1964 - 1 فبراير 1965: تنين الخشب.
- 31 يناير 1976 - 17 فبراير 1977: تنين النار.
- 17 فبراير 1988 - 5 فبراير 1989: تنين الأرض.
- 5 فبراير 2000 - 23 يناير 2001: تنين الحديد.
- 23 يناير 2012 - 9 فبراير 2013: تنين الماء.
- 2024 - 2025: تنين الخشب.
- 2036 - 2037 : تنين النار

## صفات البرج التقليدية ومقابلاتها
| الصفة                     |                                                                                        |
| ------------------------- | -------------------------------------------------------------------------------------- |
| موقع البرج                | السادس                                                                                 |
| الوقت المسيطر             | 7 صباحا - 9 صباحا                                                                      |
| الاتجاه                   | الشرق - جنوب-شرق                                                                       |
| الشعار                    | "انا أسيطر" “I Reign”                                                                  |
| الشهر والفصل              | أبريل, الربيع                                                                          |
| العنصر الثابت             | الخشب                                                                                  |
| الوضع                     | إيجابي                                                                                 |
| مواعيد الشهور             | 5 ابريل - 4 مايو                                                                       |
| الحجر المؤثر              | ماس                                                                                    |
| اللون                     | الذهبي                                                                                 |
| مقابله في الأبراج الغربية | برج العذراء                                                                            |
| القطبية                   | يانغ                                                                                   |
| الغذاء                    | القمح, الدواجن                                                                         |
| البلدان المتأثرة به       | الصين, المملكة المتحدة, إيطاليا, الدنمارك, إيران, اليابان, بلغاريا, فيتنام, ميكرونيسيا |